# Fünf Seen Filmfestival
Le Fünf Seen Filmfestival (en abrégé FSFF, Festival international du film des Cinq Lacs) est un festival de cinéma annuel organisé dans la région des Cinq Lacs, au sud-ouest de Munich, fin août/début septembre.
Le festival présente, des premières et des avant-premières dans les domaines des longs métrages, des documentaires et des courts métrages, en mettant l'accent sur les films d'Art et Essai avec un accent sur l'Europe centrale. Les lieux sont Gauting, Starnberg, Seefeld (Haute-Bavière) et Weßling. L'Open Air Kino direkt am See (cinéma en plein air directement au bord du lac) à lieu de fin juillet à mi-août sur les lacs de Starnberg et de Wörth.

## Lauréats

### Prix du cinéma des Fünf Seen
- 2007 : Sonja Heiss pour Hotel Very Welcome
- 2008 : Götz Spielmann pour Revanche
- 2009 : Klaus Händl pour März
- 2010 : Philip Koch pour Picco
- 2011 : Stéphanie Chuat, Véronique Reymond pour La Petite Chambre
- 2012 : Ursula Meier pour L'Enfant d'en haut
- 2013 : Srđan Golubović pour Circles (titre original : Krugovi)
- 2015 : François Delisle pour Chorus
- 2014 : Roc Bicek pour L'Ennemi de la classe
- 2016 : Emir Baigazin pour The Wounded Angel
- 2017 : Ronny Trocker pour Die Einsiedler
- 2018 : Árpád Bogdán pour Genesis
- 2019 : Teona Strugar Mitevska pour Dieu existe, son nom est Petrunya (titre original : Gospod postoi, imeto i’ e Petrunija)[1]
- 2020 : Rolando Colla pour What you don’t know about me
- 2021 : Kateryna Gornostai pour Stop-Zemlia[2]
- 2022 : Laura Wandel pour Un monde[3],[4]
- 2023 : Emmanuelle Nicot pour Dalva[5]

### Video Art Preis
- 2016 : Nina Pereg pour Sabbath 2008
- 2016 : Binelde Hyrcan pour A Sense of Warmth
- 2017 : Sven Johne pour Cambeck
- 2018 : Asca Breuer pour Paradise Later
- 2019 : Christoph Lauenstein, Wolfgang Lauenstein pour Balance et Hans Op de Beeck pour All Togehter Now
- 2020 : Enrique Ramírez pour Un hombre que camina
- 2021 : Maryam Tafakory pour Absent Wound

### Prix du public
- 2011 : Icíar Bollaín pour Même la pluie (Tambien la lluvia)
- 2012 : Tom Gerber pour Liebe und andere Unfälle et Lynne Ramsay pour We Need to Talk About Kevin
- 2013 : Andrzej Jakimowski pour Imagine
- 2014 : Pierre Monnard pour Recycling Lily
- 2015 : Ernesto Daranas pour Conducta – Wir werden sein wie Che (Conducta)
- 2017 : Mariano Cohn et Gastón Duprat pour Citoyen d'honneur
- 2016 : Hans Steinbichler pour Eine unerhörte Frau
- 2018 : Ziad Doueiri pour L'Insulte
- 2019 : Nils Tavernier pour L'Incroyable Histoire du facteur Cheval
- 2020 : Janna Ji Wonders pour Walchensee Forever
- 2021 : Sonia Liza Kentermann pour Der Hochzeitsschneider von Athen (Best of Festivals – SZ Publikumspreis)
- 2022 : Philippe Weibel pour The Art of Love
- 2023 : Colm Bairéad pour The Quiet Girl